# حسين ياري
حسين ياري (بالفارسية: حسین یاری) هو ممثل إيراني (من مواليد 18 ديسمبر 1968 في إيران).

## وصلات خارجية
- حسين ياري على موقع IMDb (الإنجليزية)
- حسين ياري على موقع قاعدة بيانات الفيلم (الإنجليزية)